# Johnny Weissmuller
Peter János Weissmüller (født 2. juni 1904 i Freidorf, Timișoara, Rumænien, død 20. januar 1984 i Acapulco, Mexico), bedre kendt som Johnny Weissmuller, var en amerikansk svømmer og skuespiller, der spillede Tarzan i 19 film og betragtes som "verdens bedste Tarzan".

## Svømmekarriere
Weissmuller begyndte tidligt at svømme og revolutionerede crawl-disciplinen, idet han lå højere i vandet, end svømmerne ellers gjorde. Han satte den første af sine talrige verdensrekorder som 17-årig i 1922, og han deltog i fire discipliner ved OL 1924 i Paris. I 400 m fri vandt han sit indledende heat og sin semifinale. I finalen lagde svenske Arne Borg sig i spidsen, men efter 200 m overhalede Weissmuller ham. Efter nogle dårlige vendinger kom Borg tilbage i spidsen, men på de sidste 25 m sikrede Weissmuller sig sin første olympiske guldmedalje foran Borg, mens australske Boy Charlton blev nummer tre. Weissmuller satte olympisk rekord alle tre gange, han svømmede denne disciplin. I 4×200 m fri svømmede Weissmuller ikke indledende heat eller semifinale (i sidstnævnte satte amerikanerne ny verdensrekord, der for første gang kom under ti minutter), men i finalen svømmede han sidste tur efter Ralph Breyer, Harry Glancy og Wally O'Connor, og de forbedrede endnu en gang verdensrekorden til 9.53,4 minutter, hvilket sikkert gav guld foran Australien (næsten ti sekunder efter) og Sverige. I 100 m fri var Weissmuller verdensrekordindehaver, og med allerede to guldmedaljer var han storfavorit. Han vandt da også sit indledende heat og sin semifinale klart, og i finalen var hans største konkurrenter sine to landsmænd, brødrene Duke og Sam Kahanamoku, men Weissmuller vandt klart foran de to brødre. Derudover var Weissmuller også med på det amerikanske vandpolohold, som efter at have tabt til Frankrig kom med i taberturneringen, hvor de først vandt over Sverige og derpå tabte kampen om sølv til Belgien. Efter en protest spillede de én gang mere mod Belgien, men tabte også her og fik derpå bronze, mens Frankrig fik guld og Belgien sølv. Han modtog endvidere en særlig medalje for en exceptionel sportsmæssig præstation, uddelt af den franske præsident, Gaston Doumergue.
I 1927 satte Weissmuller verdensrekord i 100 yards fri på 51,0 sekunder, og denne rekord blev efterfølgende regnet som den største af hans svømmebedrifter. Rekorden stod i 17 år, selv om Weissmuller selv svømmede hurtigere; han var da blevet professionel, og så blev hans rekord ikke anerkendt.
Ved OL 1928 i Amsterdam deltog han i to svømmediscipliner samt i vandpolo. I sidstnævnte blev han delt nummer fem sammen med USA, men i 100 m fri vandt han sikkert sit indledende heat og sin semifinale. I finalen lå han fra start efter overraskelsen, ungareren István Bárány, men indhentede ham, og en overlegen vendeteknik sikrede ham en ny guldmedalje, mens Bárány fik sølv og japaneren Katsuo Takaishi bronze. Han var også med i 4×200 m fri, og her var han med til at forbedre verdensrekorden i indledende heat, en rekord de yderligere skar et par sekunder af i finalen, så den derpå lød på 9.36,2 minutter. Det sikrede dem guldet foran Japan, mens Canada fik bronze. Hans holdkammerater var Paul Samson, Austin Clapp og David Young i indledende heat, mens Walter Laufer og George Kojac erstattede Samson og Young i finalen.
Weissmuller trænede op til OL 1932 i Los Angeles, men blev lokket af en filmkarriere og måtte derpå opgive sin tredje OL-deltagelse. Han blev regnet som verdens bedste svømmer i 1920'erne, og der er ikke noteret et løb efter 1921, som han ikke vandt. Han satte 67 verdensrekorder, deraf 51 individuelle, og han vandt 52 nationale mesterskaber.
I 1965 blev Weissmuller den første, der blev optaget i svømningens Hall of Fame. I 1972 blev han en af fem store sportspersoner, der blev afbildet på et sæt mindemønter med store øjeblikke i den olympiske historie. I 1983 blev han en af de første til at blive en del af USA's olympiske Hall of Fame.

## Videre karriere
I 1929 begyndte han som undertøjsmodel og rejste landet rundt med svømmeshows, hvor han skrev autografer og lavede talkshows, alt imens han reklamerede for undertøjet. Senere samme år fik han sin første filmrolle. Rollen som Tarzan i 1932 gav det helt store internationale gennembrud. Efter en lang række af Tarzan-film indspillede han en række Jungle Jim-film, hvor han optrådte mere påklædt.
Under anden verdenskrig forsøgte Weissmuller at hjælpe til i den amerikanske krigsindsats, så godt han kunne. Han brugte således tid på at besøge og opmuntre syge og sårede krigsveteraner, og i en periode fungerede han som træner i svømmerelateret oplæring af soldater.
Mod slutningen af 1950'erne forsøgte han sig i forretningsverdenen, men uden stor succes, så han trak sig tilbage i 1965.

## Privatliv
Peter János Weissmüller blev født af tysksprogede forældre i et område af det daværende Østrig-Ungarn, som nu ligger i Rumænien. Han var dog ikke fyldt et år, før familien emigrerede til USA, hvor hans navn blev amerikaniseret til Johnny Weissmuller.
I 1931 giftede han sig med sanger og skuespiller Bobbe Arnst. Efter at være blevet skilt fra hende i 1933 giftede han sig med skuespilleren Lupe Vélez, men da han i 1938 mødte Beryl Scott, blev han forelsket i hende, og få dage efter sin skilsmisse fra Vélez i 1939 giftede han sig med Scott. I dette ægteskab fik han tre børn, John, Wendy Ann og Heidi, og forholdet varede nogle år, indtil parret blev separeret og senere skilt i 1948. Weissmuller forblev en omsorgsfuld far for sine børn.
Derpå blev han gift med Allene Gates, og dette ægteskab holdt til 1962. Året efter giftede han sig for femte og sidste gang, denne gang med Maria Bauman Mandell, og dette ægteskab holdt til hans død i 1984.
Johnny Weissmuller var en ivrig golfspiller, og et par sine hustruer mødte han i forbindelse med denne sport.